# Il re dagli occhi sognanti
Il re dagli occhi sognanti (titolo originale:  Le roi aux yeux de rêve) è un romanzo di Delly, celebre pseudonimo dei fratelli Jeanne-Marie e Frédéric Petitjean de la Rosière che così firmarono molti romanzi rosa.
I romanzi di Delly furono estremamente popolari fra gli anni dieci e gli anni cinquanta del 1900; alcuni di essi si collocano fra i più grandi successi editoriali dell'epoca.

## Trama
Il giovanissimo Hoël de Pendeguy vive molto poveramente con il vecchio prozio, marchese di Kerlozo, in un antico castello in rovina. Abbandonato a sé stesso dall’avo avaro ed egoista, sin da bambino sorveglia le pecore dello zio e sarebbe divenuto un piccolo selvaggio se il marchese, per il decoro del nome, non avesse chiesto al parroco del paese vicino di impartirgli gratuitamente una certa istruzione. La bontà del suo maestro stimola la sua intelligenza pronta e riflessiva, ma Hoël rimane un ragazzo chiuso e solitario.
Un pomeriggio d’inverno Hoël salva una bambina da una pericolosa caduta in uno stagno ghiacciato; la vivace Luz, nipote del proprietario di una grande fattoria, è molto grata al suo salvatore e si arrabbia molto quando la cugina Claire lo schernisce per i suoi vestiti stracciati. Luz arriva ad invitarlo alla festa di Capodanno, con grande disappunto della zia e della cugina; trovando la tradizionale fava nella sua fetta di torta, Hoël viene nominato re della festa e Luz sua regina. I due ragazzini si incontrano ancora e la bontà e riconoscenza di Luz vincono la freddezza di Hoël, che comincia a considerarla sua amica.
Poco tempo dopo, muore il vecchio marchese e Hoël viene mandato in collegio, dove studia con impegno per coronare il suo sogno di diventare un grande poeta. Luz, richiamata dal padre a Lima, rimane lontano dalla Francia per molti anni.
Rientrata ventenne in Bretagna, accolta freddamente dalla zia e dalla vanitosa cugina, sente da loro parlare in tono molto diverso del giovane marchese di Pendeguy: Hoël è adesso un affermato poeta, autore di celebri commedie, ricercato dall’alta società ed è così ricco che intende restaurare il castello di Kerlozo.
Hoël ha la gioia di ritrovare la sua amica d’infanzia; riallaccia i rapporti solo con lei e con il parroco che lo ha istruito, mentre tratta gli abitanti del paese con lo stesso disprezzo ed indifferenza con cui era stato trattato lui da bambino. Tutte le astuzie di Claire, che cerca di conquistarlo, sono inutili: Hoël infine chiede la mano di Luz, che diviene per la seconda volta sua regina.